# Hans-Eckehard Bahr
Hans-Eckehard Bahr (n. 6 februarie 1928, Powalice⁠(d), Gmina Sławoborze⁠(d), Pomerania Occidentală, Polonia – d. 6 februarie 2019) a fost un teolog evanghelic german și profesor de teologie practică.

## Viața
Hans-Eckehard Bahr s-a născut în 1928 în familia  preotului Hans-Joachim Bahr (1895–2001) și al soției acestuia  Gertrud Bahr (născută Schöne (1897–1992)). Studiază două semestre la academia de artă din  Düsseldorf și se înrolează în Legiunea străină în 1951. Studiază teologie în Heidelberg și Kiel. Încheie studiile de doctorat cu teza  „Poiesis. Cercetare teologică a artei“ și  habilitează  în Hamburg în anul 1965 cu lucrarea „Propovăduirea ca informație. Despre comunicarea publică în societatea democratică“.
1966 profesor pentru  Creștinism și Cultură la Universitatea  din Chicago a fost și colaborator al lui  Martin Luther King. 1966 / 1967  director al Institutului de Arhitectură și Artă Bisericească Modernă din Marburg. Din 1967 până în  1993  a fost profesor de Teologie practică la Facultatea de Teologie Evanghelică a Universității  din  Bochum. Din 1971 a fost Curatorul Societății germane pentru cercetarea păcii și conflictelor din Bonn.

## Opera (selecție)
- Hans-Eckehard Bahr: Poiesis. Theologische Untersuchung der Kunst, Evangelisches Verlagswerk, Stuttgart 1961.
- Hans-Eckehard Bahr: Totale Freizeit, hg. von der Evangelischen Zentralstelle für Weltanschauungsfragen, Kreuz, Stuttgart 1963.
- Gerd Heinz-Mohr und Hans-Eckehard Bahr: Brüder der Welt. Orden und Kommunitäten unserer Zeit, Furche, Hamburg 1965.
- Hans-Eckehard Bahr: Verkündigung als Information. Zur öffentlichen Kommunikation in der demokratischen Gesellschaft (Konkretionen. Band 1), Furche, Hamburg 1968.
- Hans-Jürgen Benedict und Hans-Eckehard Bahr: Kirchen als Träger der Revolution. Ein politisches Handlungsmodell am Beispiel der USA (Konkretionen. Band 3), Furche, Hamburg 1968.
- Hans-Jürgen Benedict und Hans-Eckehard Bahr: Eingriffe in die Rüstungsindustrie. Initiativen von unten (Theologie und Politik. Band 9, Sammlung Luchterhand 186), Luchterhand, Darmstadt 1975.
- Hans-Eckehard Bahr, Heike Mahlke, Gottfried Mahlke, Dorothee Sölle, Fulbert Steffensky: Franziskus in Gorleben. Protest für die Schöpfung (Fischer-Taschenbücher. Band 4051, fischer alternativ), Fischer, Frankfurt am Main 1981.
- Hans-Eckehard Bahr: Versöhnung und Widerstand. Religiöse und politische Spielregeln gewaltfreien Handelns (Forum Politische Theologie. Band 7), Kaiser, München 1983.
- Dorothee Sölle und Hans-Eckehard Bahr: Wie den Menschen Flügel wachsen. Über Umkehr aus dem Gewalt- System (Kaiser-Traktate 81), Kaiser, München 1984.
- Hans-Eckehard Bahr: Alleinsein. Ich höre auf das Leise, Kreuz, Stuttgart 1987.
- Hans-Eckehard Bahr: Hoffen. Geschichten vom gelingenden Leben, Kreuz, Stuttgart 1988.
- Hans-Eckehard Bahr: Vertrauen. Wo das Rettende wächst, Kreuz, Stuttgart 1989.
- Hans-Eckehard Bahr und Verena Kast: lieben - loslassen und sich verbinden, Kreuz, Stuttgart 1990.
- Hans-Eckehard Bahr: Seht, da kommt der Träumer. Unterwegs mit Martin Luther King, Kreuz, Stuttgart 1990.
- Johann Baptist Metz und Hans-Eckehard Bahr: Augen für die Anderen. Lateinamerika - eine theologische Erfahrung, Kindler, München 1991.
- Hans-Eckehard Bahr: Mit dem Wolf leben. Der Mann aus Assisi, Kreuz, Stuttgart 1992.
- Hans-Eckehard Bahr: Revolte gegen den Todestrieb. Die großen Glaubensthemen (Herderbücherei. Band 1770), Herder, Freiburg 1992.
- Hans-Eckehard Bahr: Der verlorene Sohn oder die Ungerechtigkeit der Liebe. Das Gleichnis Jesu heute, Herder, Freiburg 1993
- Hans-Eckehard Bahr: Aggression und Lebenslust. Kooperieren statt konfrontieren, Patmos, Düsseldorf 1994.
- Hans-Eckehard Bahr: Erbarmen mit Amerika. Deutsche Alternativen. Aufbau, Berlin 2003.
- Hans-Eckehard Bahr: Martin Luther King. Für ein anderes Amerika. Aufbau, Berlin 2004.

## Distincții
- 2005  Premiul Robert-Geisendörfer al Bisericii Evanghelice din Germania pentru emisiunea: «Und ich sah aus dem Meer ein Tier heraufsteigen. Apokalyptische Visionen in den Weltbildern der Gegenwart».